# George Miller (político)
George Miller (Detroit; 24 de octubre de 1922 -Tucson, Arizona; 25 de diciembre de 2014) fue un profesor y político estadounidense, que se desempeñó como alcalde de Tucson entre 1991 y 1999.

## Biografía
Miller recibió una licenciatura y una maestría en ciencias políticas de la Universidad de Arizona.
Sirvió en el Cuerpo de Marines de los Estados Unidos durante la Segunda Guerra Mundial. Recibió un disparo en la pierna derecha durante la Batalla de Saipán. Sirvió en el consejo de la ciudad de Tucson durante catorce años antes de convertirse en alcalde en 1991. Después de servir como alcalde durante dos mandatos, Miller se negó a postularse nuevamente, y Bob Walkup lo reemplazó el 6 de diciembre de 1999. En el momento de su retiro, Miller era el funcionario público más antiguo de Tucson, habiendo pasado veintidós años consecutivos en el cargo: catorce años como concejal y ocho como alcalde.
Después de retirarse de la política, Miller comenzó a enseñar ciencias políticas en el Pima Community College de Tucson. Contribuyó con artículos de opinión al Arizona Daily Star sobre varios temas, incluido su apoyo a la anexión de áreas no incorporadas al norte de Tucson.
Murió en un hogar de ancianos en Tucson, el 25 de diciembre de 2014, a los 92 años de edad.